# Sonthonnax-la-Montagne
Sonthonnax-la-Montagne is een gemeente in het Franse departement Ain (regio Auvergne-Rhône-Alpes) en telt 312 inwoners (2004). De plaats maakt deel uit van het arrondissement Nantua.

## Geografie
De oppervlakte van Sonthonnax-la-Montagne bedraagt 14,2 km², de bevolkingsdichtheid is 22,0 inwoners per km².
De onderstaande kaart toont de ligging van Sonthonnax-la-Montagne met de belangrijkste infrastructuur en aangrenzende gemeenten.

## Demografie
Onderstaande figuur toont het verloop van het inwonertal (bron: INSEE-tellingen).
Vanwege een beveiligingsprobleem met de MediaWiki Graph-software is het momenteel niet mogelijk deze grafiek weer te geven. Zodra de software is bijgewerkt zal de grafiek vanzelf weer zichtbaar worden.
1. ↑  Populations de référence 2022.